# 郭翘然
郭翘然（1901年—1989年11月2日），原名文恩，男，广东梅县人，中国政治人物，曾任广州市政协副主席，广州市人民委员会副市长，广东省政协副主席，中国民主同盟中央委员会常务委员。